# 크세니야 솔로
크세니야 솔로(Ksenija Solo, 1987년 10월 8일 ~ )는 라트비아의 배우이다.

## 출연 작품

### 영화
- 블랙 스완 (2010)
- 더 팩토리 (2012)
- 펠리니를 찾아서 (2017) - 루시 역
- Another You (2017)
- Tulipani, Love, Honour and a Bicycle (2017)

### 텔레비전
- 프로젝트 블루북 (2019-20)